# Economia della Mongolia

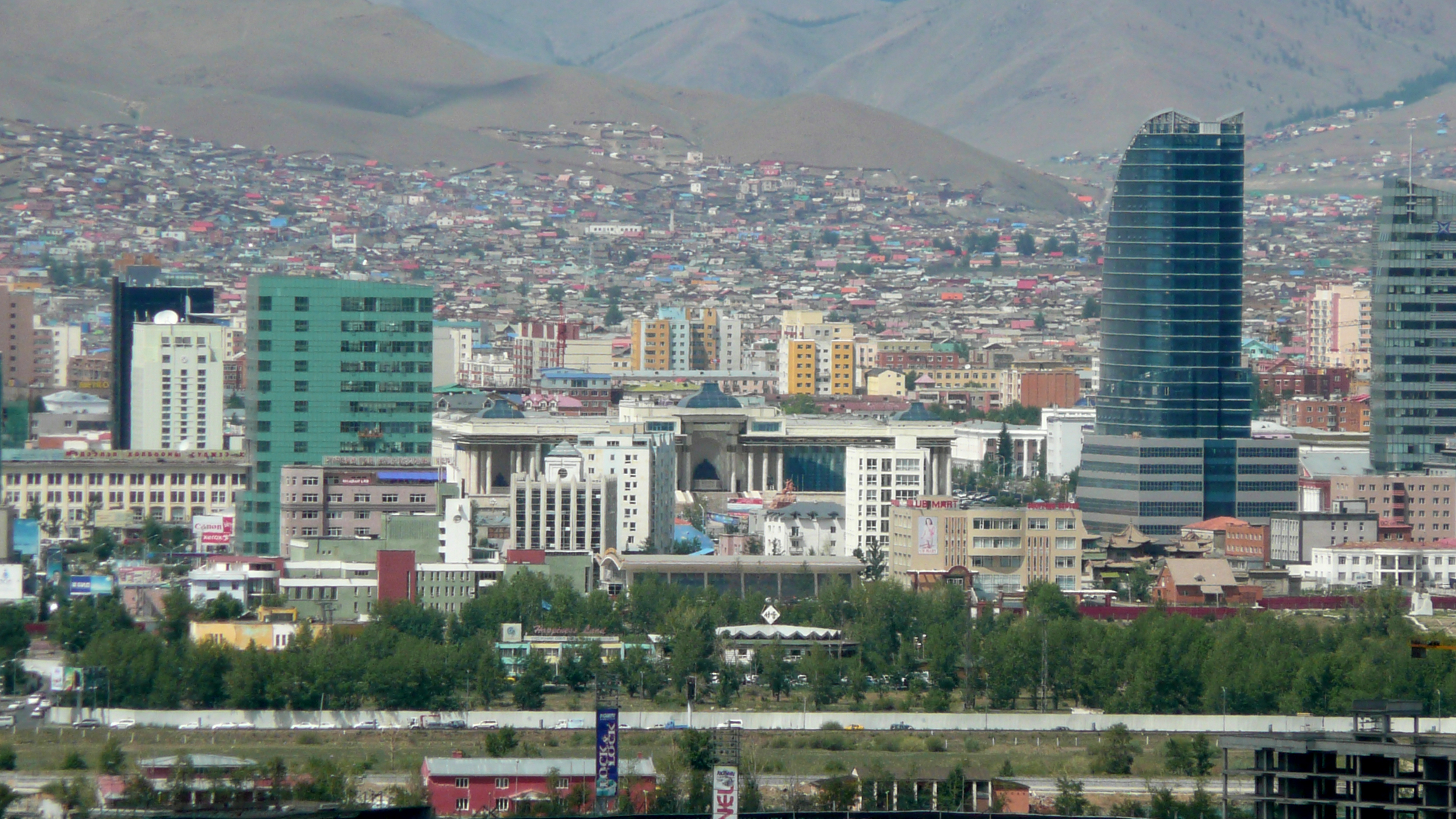
Ulan Bator è la capitale ed il principale centro economico e commerciale della Mongolia

L'economia della Mongolia è stata tradizionalmente basata sull'agricoltura e sull'allevamento. La Mongolia ha anche vasti depositi di minerali: rame, carbone, molibdeno, stagno, tungsteno e oro e rappresentano gran parte della produzione industriale.
La Crescita economica è aumentata nel 1997-99 dopo lo stallo nel 1996 a causa di una serie di disastri naturali e aumenti dei prezzi mondiali del rame e del cashmere. Le entrate pubbliche e le esportazioni sono crollate nel 1998 e nel 1999 a causa delle ripercussioni della crisi finanziaria asiatica. Nell'agosto e nel settembre 1999, l'economia ha subito un temporaneo divieto russo sulle esportazioni di petrolio e prodotti petroliferi. La Mongolia è entrata a far parte dell'Organizzazione mondiale del commercio (OMC) nel 1997. La comunità internazionale dei donatori ha promesso oltre 300 milioni di dollari all'anno nell'ultimo incontro del gruppo consultivo, tenutosi a Ulan Bator nel giugno 1999, e la Mongolia ha raggiunto un tasso di crescita del PIL dell'11,7% nel 2013. Tuttavia, poiché gran parte di questa crescita è dovuta all'esportazione, la Mongolia sta risentendo del rallentamento globale dell'attività mineraria causato dalla diminuzione della crescita in Cina.,
Nel 2017, la Mongolia è stato uno tra i paesi con l'economia a più rapida crescita al mondo, con tassi di crescita del prodotto interno lordo in media del 5% all'anno. Lo stato asiatico infatti ha prodotto nel 2017 un PIL di 43,54 miliardi di dollari americani a parità di potere d'acquisto e di 11,14 miliardi in termini nominali al 2017. Secondo i dati del 2017, l'agricoltura ha prodotto il 12,1% del PIL, l'industria il 38,2% e il terziario il 49,7%.; la disoccupazione, nel 2017 era pari al 8%; mentre il reddito pro capite del paese nel 2018 è stato stimato in 13.700 dollari.. Negli ultimi anni comunque l'economia ha ripreso a crescere a ritmi sostenuti.

## Agricoltura e allevamento

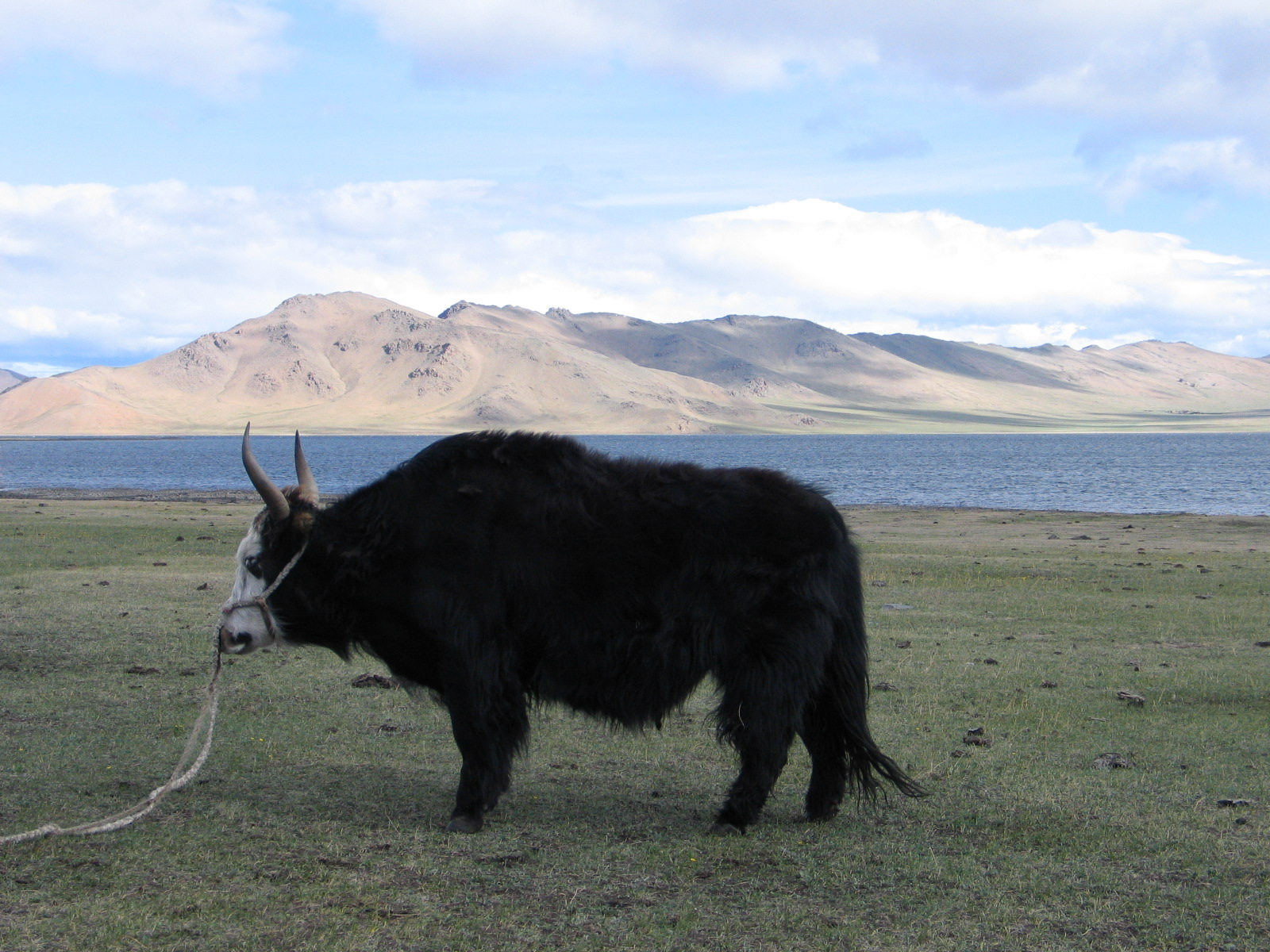
Lo yak mongolo

L'agricoltura in Mongolia costituisce oltre il 10% del Prodotto interno lordo annuo della Mongolia e impiega un terzo della forza lavoro. Tuttavia, l'alta quota, l'estrema fluttuazione della temperatura, i lunghi inverni e le scarse precipitazioni offrono un potenziale limitato per lo sviluppo agricolo. La stagione di crescita è di soli 95 – 110 giorni all'anno. Il clima rigido della Mongolia, è inadatto alla maggior parte delle coltivazioni.
Il settore agricolo rimane quindi fortemente concentrato sulla zootecnia nomade con il 75% della terra assegnata al pascolo e la coltivazione impiega solo il 3% della popolazione. Nel 2002, circa il 30% di tutte le famiglie in Mongolia viveva di bestiame da allevamento. La maggior parte dei pastori in Mongolia segue uno schema di pastorizia nomade o semi-nomade.
Le colture prodotte in Mongolia includono mais, grano, orzo e patate. Gli animali allevati commercialmente in Mongolia includono pecore, capra, bovini, cavalli, cammello e maiale. Sono allevati principalmente per la loro carne, anche se le capre sono apprezzate per il loro pelo che può essere utilizzato per produrre cashmere. A causa del rigido inverno 2009-2010, la Mongolia ha perso 9,7 milioni di animali, ovvero il 22% del bestiame totale. Ciò ha subito influenzato i prezzi della carne, che sono raddoppiati; il PIL è sceso dell'1,6% nel 2009.

## Industria

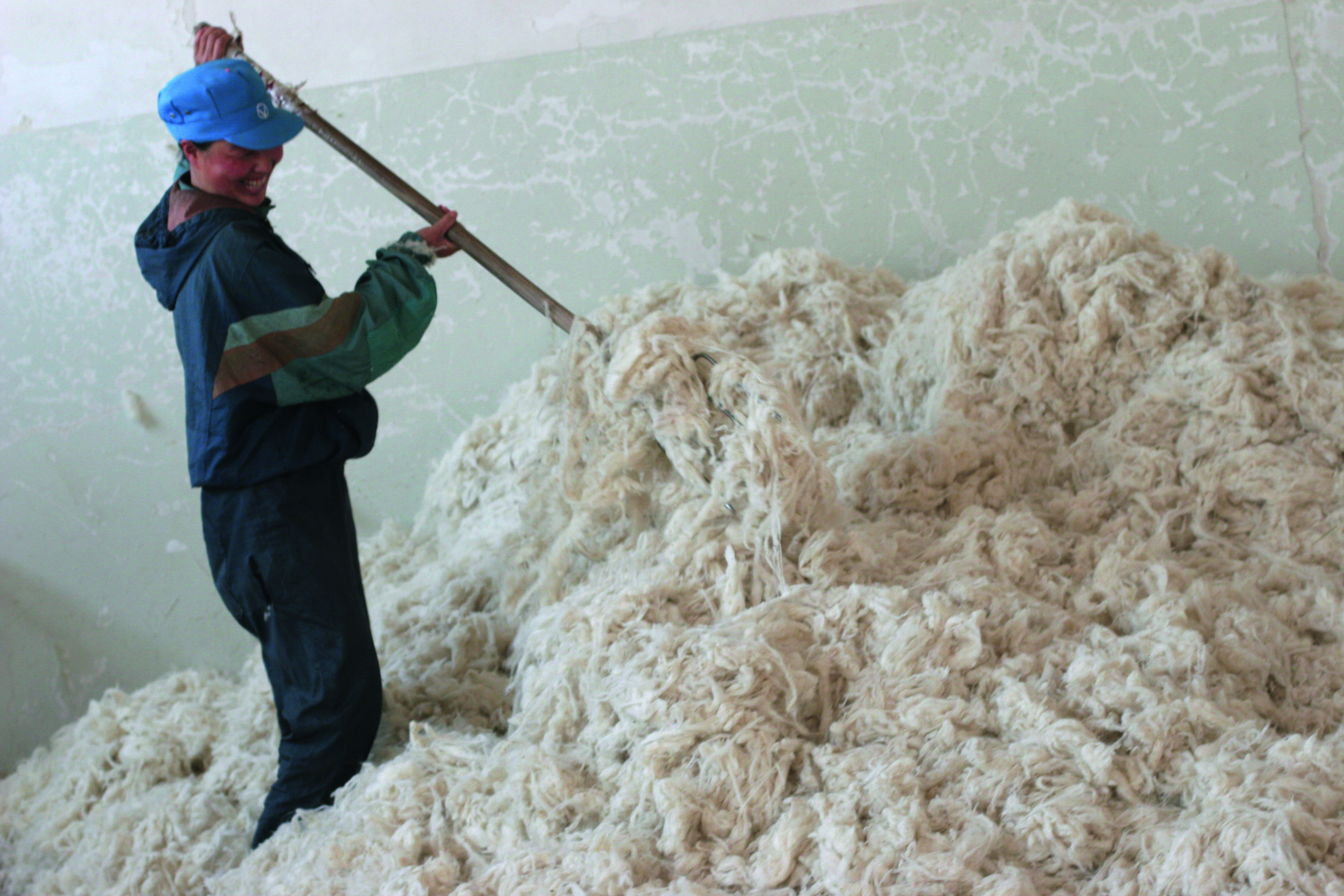
Lavoratore mongolo di cashmere

L'estrazione mineraria è la principale attività industriale in Mongolia, e rappresenta il 30% di tutta l'industria mongola. Un'altra industria importante è la produzione del cashmere. La Mongolia è il secondo produttore mondiale di cashmere, con la società principale, Gobi Cashmere, che rappresenta il 21% della produzione mondiale di cashmere nel 2006.
L'esportazione totale nel 2019 è stata di 7,6 miliardi di dollari. Un significativo boom delle esportazioni di materie prime è previsto a partire dal 2023 con la nuova rete ferroviaria del carbone che collega la Mongolia con la Cina e la produzione di rame dalla miniera Oyu Tolgoi nella Mongolia meridionale.

## Servizi e terziario

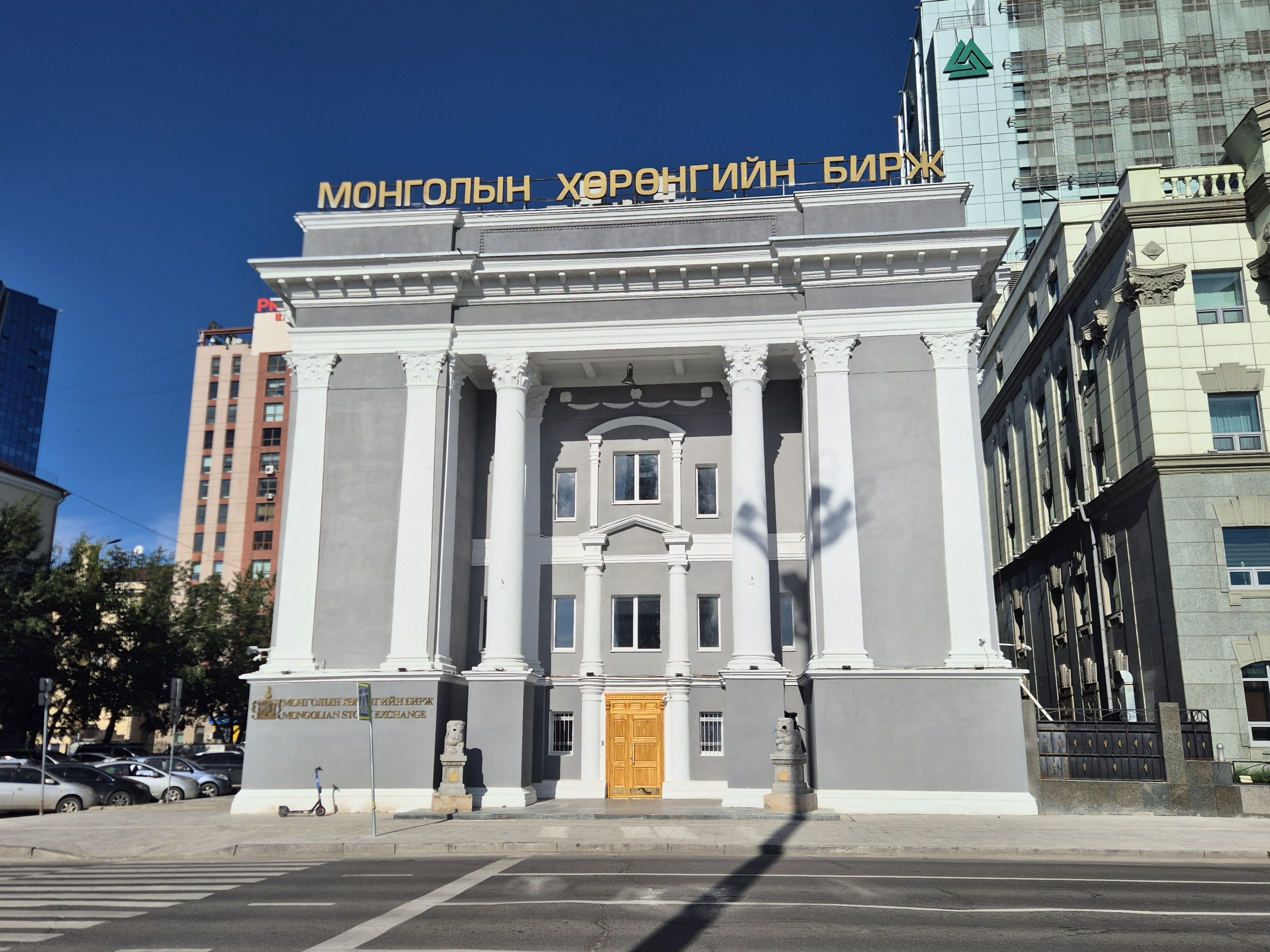
Borsa valori di Ulan Bator

Il settore bancario è altamente concentrato, con cinque banche che controllano circa l'80% delle attività finanziarie Le azioni delle cinque maggiori banche domestiche della Mongolia saranno offerte al pubblico per la prima volta sulla borsa mongola che sarà presto parzialmente privatizzata. Il paese è appunto dotato di una borsa valori la Borsa di Ulan Bator istituita nel 1991 con sede nella capitale Ulan Bator.

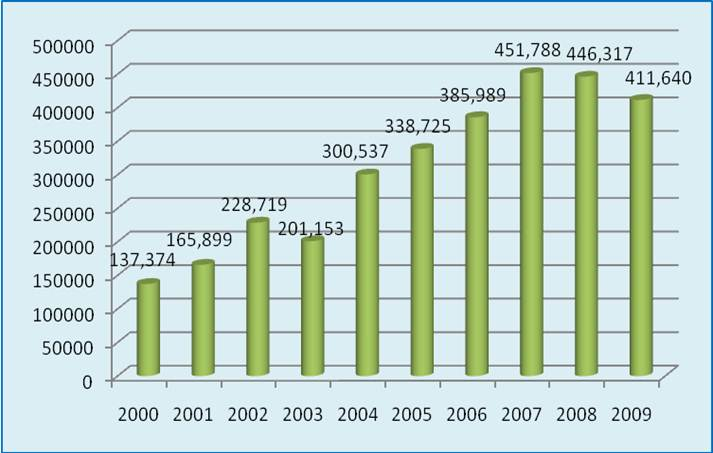
Numero di turisti stranieri nel paese nel 2009

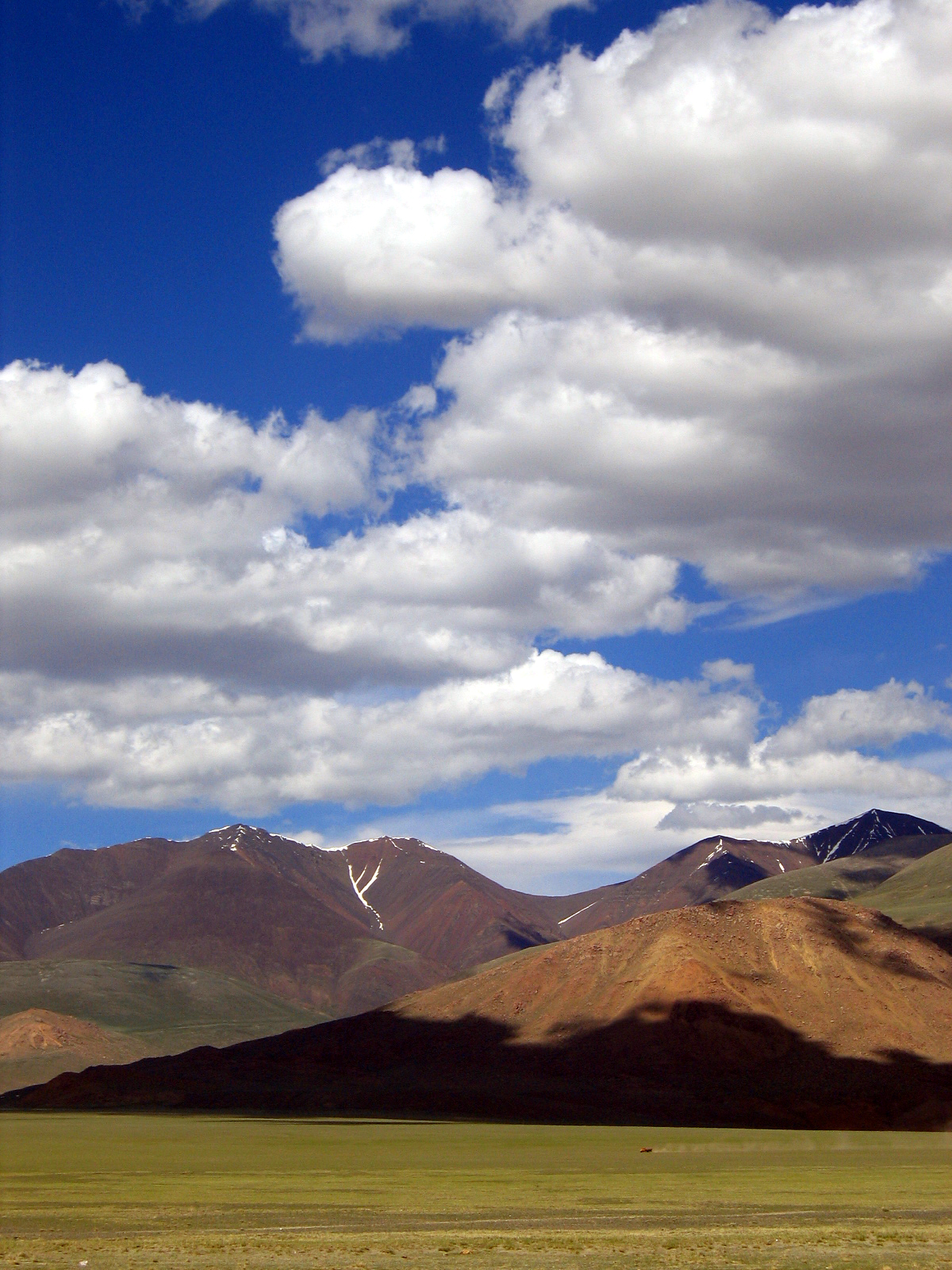
Tipico paesaggio della Mongolia

Il turismo in Mongolia si è espanso in seguito al crollo del URSS. La Mongolia è una destinazione di viaggio unica e relativamente inesplorata che offre una grande combinazione di caratteristiche naturali panoramiche, un'ampia varietà di paesaggi incontaminati, stile di vita nomade e cultura. Le organizzazioni di viaggio in Mongolia risalgono a mezzo secolo fa, ma il turismo basato sul settore privato ha appena vent'anni. Ora la Mongolia vanta 403 agenzie di viaggio, 320 hotel, 647 resort e campi turistici, tutti impiegano laureati provenienti da oltre 56 istituti scolastici. La Mongolia partecipa attivamente alle Nazioni Unite Organizzazione Mondiale del Turismo, di cui fa parte.
Per incrementare gli investimenti stranieri nel turismo, il governo della Mongolia offre un'esenzione fiscale speciale pari al 10% dell'investimento totale se offerta per la costruzione di hotel e complessi turistici di alto livello. Le licenze per le attività turistiche sono state abolite e il servizio fornito dai tour operator per i visitatori espatriati è ora esente da IVA. Gli standard e i regolamenti sono in gran parte non restrittivi, senza complicati strati di burocrazia che rilasciano autorizzazioni ed esercitano il controllo; nel 2009 nel paese erano arrivati 411.640 turisti mentre nel 2019 erano aumentati con 637.000 turisti annui.
Con una delle densità di popolazione più basse al mondo, la vastità delle praterie mongolo-manciuriane, i deserti, così come le numerose montagne, fiumi e laghi la Mongolia offre un turismo di tipo naturalistico.
Il 5 marzo 2014, durante la mostra ITB Berlin 2014 in Germania, i funzionari del Ministero della Cultura, dello Sport e del Turismo della Mongolia hanno firmato un accordo per diventare un paese partner ufficiale per ITB Berlin 2015.

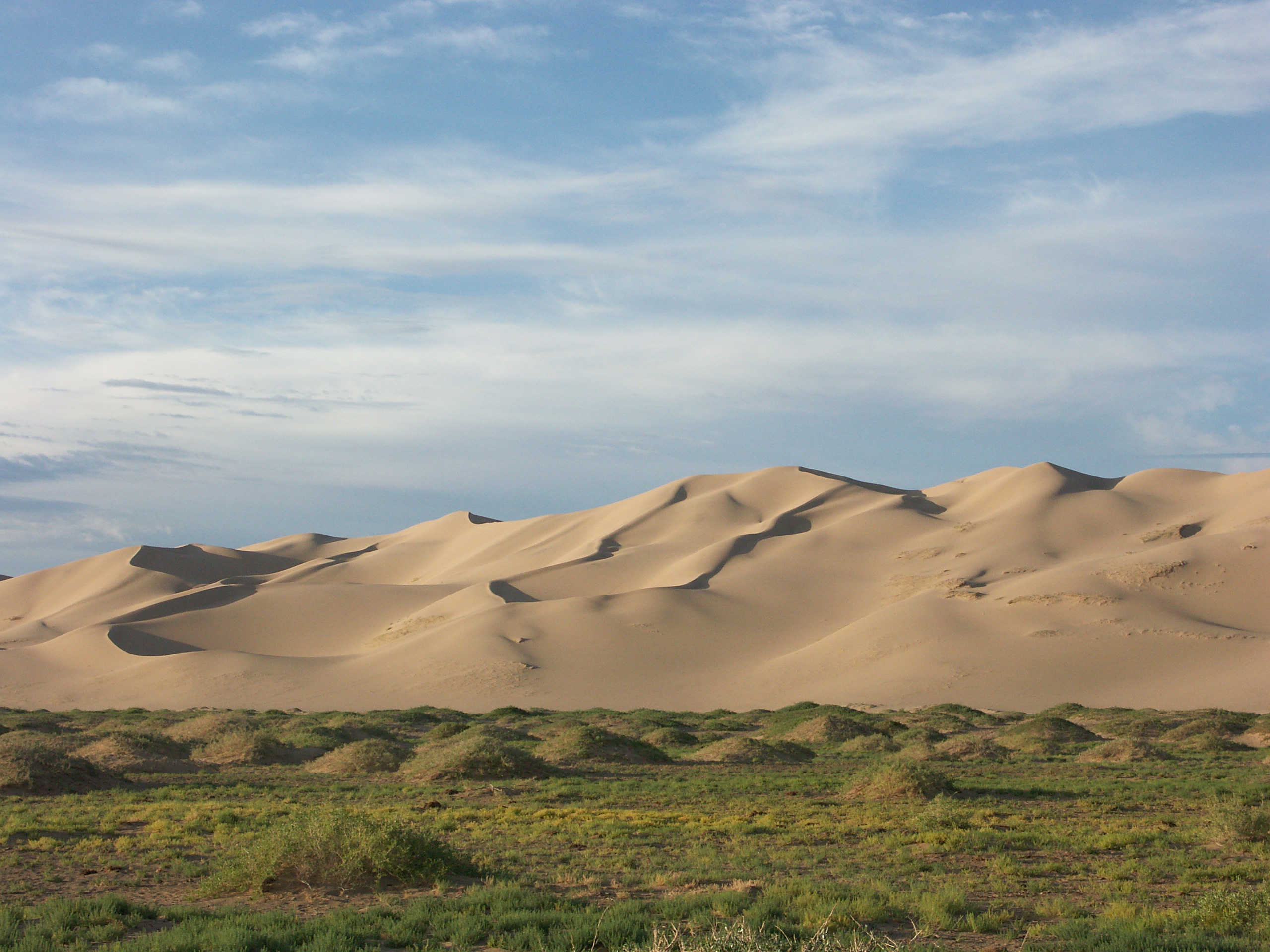
Le dune di sabbia di Khongoryn Els nel parco nazionale di Gobi Gurvansaikhan (Mongolia).

Il Ministero della Cultura, dello Sport e del Turismo della Mongolia è stato ristrutturato nel Ministero dell'Ambiente, dello Sviluppo Verde e del Turismo nel dicembre 2014 a seguito del cambio di gabinetto del governo del paese.
I viaggi di attività disponibili includono trekking, arrampicata, birdwatching, equitazione, rafting, cammello, carovana di yak e tour in moto via terra. Molti di questi tour si concentrano fortemente sull'ecologia e la fauna selvatica, e quasi tutti includono il Deserto del Gobi come una delle loro destinazioni; oltre alle sue numerose specie animali autoctone, il deserto è famoso per le ossa e le uova di dinosauro fossilizzate. I laghi della Mongolia rappresentano un'altra buona destinazione escursionistica, così come i Quattro Picchi Sacri che circondano Ulan Bator o il Parco Nazionale Gobi Gurvansaikhan, nell'Umnugobi.

## Forza lavoro
Al 2017 c'era una forza lavoro di 1,241,000 abitanti. ,.

## Altri dati

Sviluppo del prodotto interno lordo (PIL) nominale pro capite in Mongolia

Altri indicatori economici di rilievo sono:
- Debito pubblico: 73,94% del PIL (2020)[22]
- Popolazione sotto la soglia di povertà: 29.6% (2020)[23]
- Coefficiente di Gini: 32,7 (2018)[22]